# Аморолфин
Аморолфин  –  противогрибковое средство для наружного применения, производное морфолина. Предназначено для лечения и профилактики грибковых поражений ногтей. Аморолфин был получен в 1981 году и с конца 80-х годов применяется в терапии микозов.

## Фармакологическое действие
Аморолфин ингибирует дельта−14-редуктазу и дельта−7-8-изомеразу, тем самым нарушая биосинтез эргостерола (один из главных компонентов мембраны грибов). Аморолфин влияет на патоген-мембранный синтез, снижает количество эргостерола и способствует накоплению нетипичных – не имеющих плоского остова – стеролов в цитоплазматической мембране грибка, что нарушает её устойчивость. Недостаток эргостерола, по всей видимости, обусловливает фунгистатический эффект, а накопление промежуточных продуктов метаболизма, возможное нарушение проницаемости и другие расстройства ассоциированных с мембраной функций — фунгицидное действие аморолфина.
Средство активно в отношении дерматитов (Trichophyton spp., Microsporum spp., Epidermophyton spp.), дрожжей (Candida spp., Cryptococcus spp., Malassezia spp.), некоторых плесеней (Alternaria spp., Hendersonula spp., Scopulariopsis spp.) и других патогенных грибов (Cladosporium,Coccidioides, Histioplasma, Sporothrix). Определена антибактериальная активность в отношении Actinomyces.

## Клинические исследования
В рандомизированном двойном слепом исследовании была оценена эффективность аморолфина 2%-го (77 пациентов) и аморолфина 5%-го (80 пациентов). Были исследованы пациенты с онихомикозом ногтей на ногах. Лаки применялись ежедневно в течение 6 месяцев, через 3 месяца был оценён эффект лечения. Полное клиническое излечение было отмечено у 12 % пациентов, получавших аморолфин 2%-й и у 38 % пациентов, получавших аморолфин 5%-й.
Целью другого многоцентрового произвольного исследования, проведённого с участием 317 пациентов, было оценить эффективность применения аморолфина 5%-го 1 или 2 раза в неделю в течение 6 месяцев. Через 3 месяца после прекращения терапии у 71 % пациентов, использовавших препарат 1 раз в неделю, был отрицательный результат микологического исследования, по сравнению с 76 % пациентов, применявших его 2 раза в неделю. Клиническое и микологическое излечение было достигнуто у 46 % и 51,8 % пациентов соответственно.
Аморолфин 5%-й сравнивался с сочетанием этиллактата и уксусной кислоты, с лимонной кислотой, мочевиной, этиллактатом, глицерином, молочной кислотой. Испытуемые образцы наносились на здоровые ногти. После высыхания частица ногтя срезалась и помещалась на посевной материал Trichophyton rubrum на агаровую пластину. После инкубации при +30 °С измеряли зоны ингибирования. Ногтевые пластины, обработанные аморфолином, проявляли ингибирующую активность против Trichophyton rubrum со средней зоной ингибирования в 59,2 мм. Остальные контрольные образцы не имели зон ингибирования.

## Фармакокинетика
При аппликации в виде лака препарат проникает в ногтевую пластину практически полностью в течение 24 часов после нанесения. Исследования показали, что концентрация аморолфина в ногтевой пластине увеличивается с 5 % до 25 % по мере испарения растворителя.
Системная абсорбция незначительна: концентрация аморолфина в плазме находится ниже предела чувствительности методов определения (менее 0,5 нг/мл).

## Применение

### Показания
Лечение и профилактика онихомикозов, вызванных дрожжевыми, плесневыми грибами и дерматофитами.

### Противопоказания
Повышенная чувствительность к аморолфину, детский возраст до 18 лет.

### Способ применения и дозы
Препарат наносится на поверхность ногтя, предварительно очищенную от поражений с помощью прилагаемой пилки для ногтей и обезжиренную с помощью специальной очищающей салфетки. Раствор наносится аппликатором, излишки лака предварительно не снимаются. В течение 3 минут лак должен высохнуть. После использования аппликатор необходимо протереть очищающей салфеткой. Перед каждым последующим применением ноготь должен быть обработан пилкой, а излишки лака удалены очищающей салфеткой.
Лечение аморолфином продолжается до момента наступления клинического и микологического излечения. Средняя продолжительность лечения ногтей на руках составляет 6 месяцев, на ногах – 9-12 месяцев.

### Побочные эффекты
Нежелательные реакции при использовании аморолфина отмечаются редко. Такие повреждения ногтей, как изменение цвета, разрушение ногтевых пластин, ломкость ногтей, могут быть следствием грибкового поражения ногтей. При использовании лака может возникнуть ощущение жжения кожи. С неизвестной частотой проявляются эритема, зуд, контактный дерматит, крапивница, образование волдырей, также не исключена вероятность системных аллергических реакций.

### Использование совместно с декоративным лаком
Препарат можно применять совместно с декоративным лаком. В произвольном активном контролируемом исследовании и анализе in vitro была оценена эффективность аморолфина 5%-го, поверх которого был нанесён декоративный лак (через 24 часа после лечебного). Результаты показали, что декоративный лак не влияет на противогрибковое действие препарата при лечении дистального подногтевого онихомикоза на ногах.